# Pusztaföldvár
Pusztaföldvár község Békés vármegye Orosházi járásában.

## Fekvése
Pusztaföldvár Békés vármegye nyugati részén található, kelet-nyugati kiterjedését illetően keskeny, észak-déli irányban viszont több mint négy kilométer hosszan elnyúló község. Orosházától 11 kilométerre, Békéscsabától 33 kilométerre fekszik. Szomszédai: északkelet felől Gerendás, kelet felől Csanádapáca, délkelet felől Kaszaper, dél felől Tótkomlós, délnyugat felől Kardoskút, nyugat és északnyugat felől pedig Orosháza.

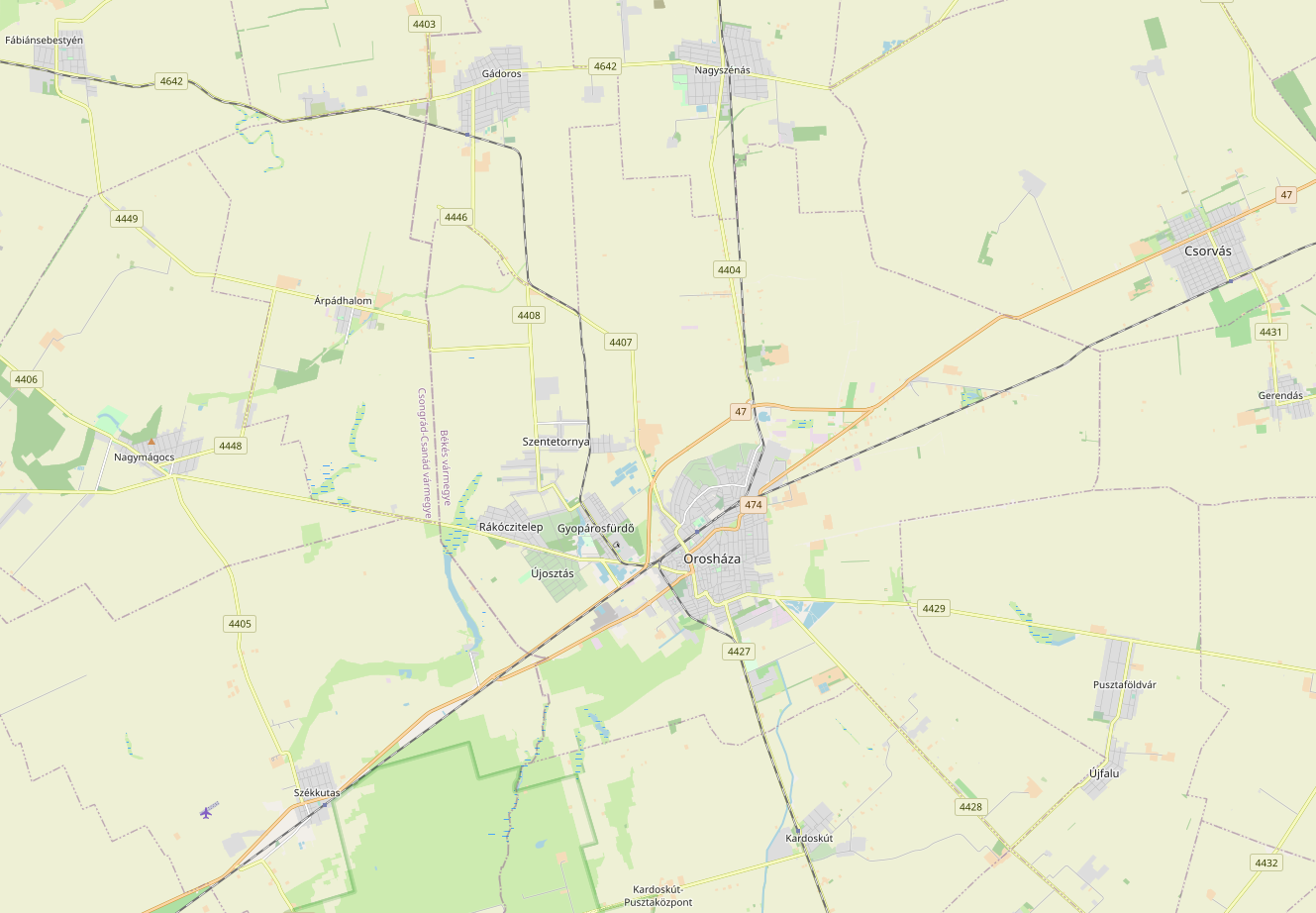
A község Orosháza környéke térképén

### Megközelítése
Lakott területének északi részét érinti az Kevermes-Medgyesegyháza-Orosháza közt húzódó 4429-es út, ezen közelíthető meg a város és Csanádapáca felől is. Déli határszélén az Orosháza-Mezőkovácsháza közti 4428-as út halad el, ez utóbbi város felől tehát ezen közelíthető meg. A két utat észak-déli irányban a 4452-es út kapcsolja össze, ez szolgál a község főutcájaként is,
Vasútvonal nem érinti, de közvetlen buszokkal megközelíthető Orosházáról, Csanádapácáról és Békéscsabáról is.

## Története
A fellelhető régészeti leletek szerint a Körös-Tisza-Maros köz táján 7500-8000 évvel ezelőtt jelent meg az ember. A „Körös kultúra” néven számontartott társadalom tagjai már termesztettek búzát, árpát, kecskét, juhot és szarvasmarhát, sőt már kutyát is tartottak. E korból kerültek elő hálónehezékek és kőbalták. Ez a nyugalom Kr. e. 2600 táján váratlanul megtört, majd a bronzkor elején ismét nyugalmasabb időszak köszöntött rá a területre. 1939-ben a Banner János által vezetett régészeti kutatás során edénytöredékek és bronztárgyak kerültek elő. Ebből következtethetünk arra, hogy Pusztaföldvár határában látható kettős sáncrendszer (földvár), az ún. Tatársánc közel háromezer éves. A magyarok honfoglalása, majd a kereszténység valószínűleg ezen a területen is ugyanúgy zajlott mint a Kárpát-medence többi részén. A mai Pusztaföldvár területén az Árpád-korban több templomos és templom nélküli falu is létezett.
A község első okleveles említése 1463-ból való. Ebben Hunyadi János özvegye, Szilágyi Erzsébet tiltakozik Mátyás király birtokeladományozása ellen. Az augusztus 9-én kelt latin nyelvű okiratban több más település mellett találjuk „Feldwar” nevét. A következő írásos emlék egy 1488. május 10-ei jegyzőkönyv. Történt ugyanis, hogy a község földesura, Pozsgai Gáspár a törvényben biztosított szabad költözés megsértése miatt összetűzésbe került jobbágyaival. A jegyzőkönyv szerint hatvanan nyilakkal, lándzsákkal támadtak Pozsgaira és a bíróra.
A község 1596-ban elpusztult, és eltűnt a települések lajstromából is. A község újratelepítésére - kertészközségként - 1841-ben került sor, Wodianer Sámuel pesti kereskedő kezdeményezésére, aki akkor a puszta bérlője volt. A Torontál vármegyei Szajánból és Klárafalváról érkező első telepesek (összesen hatvan család) 2730 hold földön dohánytermesztéssel foglalkoztak. Később hozzájuk Orosházáról és Bánkútról érkeztek családok. A község első bírája Gulácsi János volt, az 1861-ben hivatalába lépő első jegyző Pálfy Antal. 1884-ben Orosháza községe 5200 holdat vásárolt meg a földvári tanyavilágból.
A község az idők folyamán nem vesztett mezőgazdasági jellegéből. Bár sokan dolgoznak a közeli Orosháza nagy ipari vállalatainál, a legtöbb földvári család kenyerét ma is a termőföld adja.
A falu legfontosabb intézményei a két egységből álló óvoda és a Petőfi Sándor Általános Iskola. Az utóbbiban a diákok nem csak a kötelezően előírt tananyaggal ismerkedhetnek meg, hanem igény szerint művészeti oktatásban is részt vehetnek, így megismerkedhetnek a nép-, társas- és modern tánccal, a furulya- és zongoramuzsikával és a színjátszással. Az 1985-ben épített főépület és a 2002-re felújított alsó tagozatos iskolaegység megteremtette annak a feltételét, hogy a gyerekek kulturált körülmények között tanulhassanak.
A faluban gyermekkorát eltöltő Tamkó Sirató Károly költőről elnevezett községi könyvtár szabadpolcos könyvállományával, napilap- és folyóirat polcával várja az olvasókat. Itt működik a Pusztaföldvárért Kiemelten Közhasznú Egyesület által 2003 óta üzemeltetett Teleház is, mely hozzájárul ahhoz, hogy a viharsarki község lakói a leggyorsabban hozzájuthassanak a világból érkező információkhoz. A Bartók Béla Művelődési Ház sem véletlenül kapta nevét; a neves zeneszerző ugyanis rendszeresen nyaralt a község határában álló tanyában egy rokonánál. A kultúrházban minden évben megrendezik a Bartók Népdaléneklő Versenyt.
A község legrégebbi közösségei az egyházak. A római katolikusok gyülekezetét a csanádapácai plébános gondozza, kívülről teljesen felújított templomukban minden vasárnap tartanak szentmisét. Az evangélikus gyülekezet Pusztaföldváron lakó lelkésze minden vasárnap és ünnepnap délelőtt 9 órakor tart istentiszteletet. Az evangélikus templomban már hagyománnyá vált jótékonysági hangversenyt 1996-ban rendezték meg először. Református istentiszteletet havonta egyszer tart az orosházi lelkipásztor.
Új színfoltot jelent a falu közösségi életében a Vajda Sára Ifjúsági Kulturális Egyesület (honlapja: ), melynek tagjai olyan hagyományt élesztettek újra mint az egykori pöttyös bál. Nyári kulturális programsorozatukkal azoknak kívánnak programokat nyújtani, akik szeretik a kreatív, tartalmas kikapcsolódást. Céljuk, hogy bővítsék és egyszer állandó kiállításon bemutathassák a község történetének tárgyi emlékeit.

## Közélete

### Polgármesterei
- 1990–1994: Vetró László (független)[3]
- 1994–1998: Vetró László (Munkáspárt)[4]
- 1998–2002: Dr. Baranyi István (független)[5]
- 2002–2006: Dr. Baranyi István (független)[6]
- 2006–2010: Dr. Baranyi István (Fidesz)[7]
- 2010–2014: Dr. Baranyi István Attila (Fidesz-KDNP)[8]
- 2014–2019: Dr. Baranyi István Attila (Fidesz-KDNP)[9]
- 2019–2024: Sonkolyos Szabolcs (Fidesz-KDNP)[10]
- 2024– : Kaczkó Pál Mihály (független)[1]

## Népesség
A település népességének változása:
| Lakosok száma | 1761 | 1689 | 1662 | 1419 | 1438 | 1443 | 1436 |
|               | 2013 | 2014 | 2015 | 2021 | 2022 | 2023 | 2024 |

2001-ben a település lakosságának 97%-a magyar, 2%-a cigány és 1%-a egyéb nemzetiségűnek vallotta magát.
A 2011-es népszámlálás során a lakosok 87%-a magyarnak, 3,4% cigánynak, 0,3% románnak (12,9% nem nyilatkozott; a kettős identitások miatt a végösszeg nagyobb lehet 100%-nál). A vallási megoszlás a következő volt: római katolikus 24,6%, református 4%, evangélikus 17%, felekezeten kívüli 24,2% (29,1% nem nyilatkozott).
2022-ben a lakosság 86,6%-a vallotta magát magyarnak, 2,5% cigánynak, 0,3% románnak, 0,1-0,1% németnek, bolgárnak, ukránnak, szlováknak és szlovénnek, 1,7% egyéb, nem hazai nemzetiségűnek (13,2% nem nyilatkozott; a kettős identitások miatt a végösszeg nagyobb lehet 100%-nál). Vallásuk szerint 17,2% volt római katolikus, 10,7% evangélikus, 2,7% református, 0,1% ortodox, 0,3% görög katolikus, 0,9% egyéb keresztény, 0,7% egyéb katolikus, 26,7% felekezeten kívüli (40,5% nem válaszolt).

## Nevezetességei

### evangélikustemplom
A Rákóczi u. 30. szám alatt található templomot Dvoracsek József tervei alapján építették, neogótikus stílusban. Az alapkövét 1911. október 31-én helyezték el. Az építkezés 1912-ben kezdődött, a kivitelező Libor József építész volt. 1913 advent első vasárnapján szentelte fel Scholz Gusztáv püspök.
A templomépítés ügyét mindvégig segítette, a munkákat szervezte a pusztaföldvári származású Bolla Mihály (1850-1915), a Földművelésügyi Minisztérium tanácsosa. Munkáját a község díszpolgári oklevéllel köszönte meg 1914-ben.
A templom orgonáját a temesvári Wegenstein Lipót és Fiai Orgonagyár készítette. Az egymanuálos, pneumatikus hangszert 2003-ban újíttatta fel az evangélikus egyházközség. A templom tornyában eredetileg négy harang volt, a legnagyobbat elvitték az első világháborúban. Azóta három harang van a 41 méter magas toronyban
A templom oltárképe Jézus Krisztust ábrázolja a Getszemáné-kerti imája közben. A templom belsejében megtalálható Bolla Mihály, valamint a két világháború hőseinek emléktáblája. A templom hátsó részén található kovácsoltvas kereszt Verasztó Géza alkotása.

### Római katolikustemplom
A község 1841-es betelepítése után először 1874-76 között építettek római katolikus templomot. 1897-ig Csanádapáca filiája volt. Ekkor önálló lelkészséggé szervezték. Ma is álló új temploma 1907-ben épül.

### Tatársánc
A falu délkeleti határszéléhez közel, található a Kis- és a Nagy-Tatársánc. Banner János ásatásainak eredményei szerint a földvárat a késői bronzkor és a korai vaskor közötti átmeneti időben (i. e. 900–800.) építették. Vélhetően a kelet-európai pusztáról a Kárpát-medencébe beköltöző korai szkíták fenyegetése miatt emelték a környék lakói. Nevével ellentétben tehát építése nem a tatárjáráshoz kapcsolódik. Az 1780-as években készült első katonai felmérés térképén még mint alte Schanz (öreg sánc) szerepel. A Tatársánc nevet valószínűleg később kapta.
A közel 12 hektáros természetes magaslatot egyik oldalról az egykor Ős-Maros, a mai Száraz-ér vízrendszeréhez tartozó folyó határolhatta. Ehhez a másik oldalról egy kettős földsáncból és vizesárokból álló erődítést építettek. Így egy minden oldalról védett fennsíkot kaptak. Az építmény teljes hossza 3050 m, átmérője 1800 m, eredeti magassága 2-2,5 m, a vizesárok szélessége 25–35 m, mélysége szintén 2-2,5 m lehetett. A sáncok magassága a pusztai térszint fölött 220 cm-rel lehetett.

### Tatársánci Ősgyep
é. sz. 46° 30′ 39″, k. h. 20° 46′ 44″46.510833°N 20.778889°E
A falu határától nem messze, orosházi közigazgatási területen található a Tatársánci Ősgyep . Ez egy 1971 óta országos védelem alatt álló természetvédelmi terület, mely jelenleg a Körös–Maros Nemzeti Parkhoz tartozik. Fél hektárnyi területével ez hazánk egyik legkisebb természetvédelmi területe. Tudományos jelentősége viszont Európa hírű: a legutóbbi jégkorszak máig tartó melegedési szakaszában (interglaciális) ősi növényvilágának, ritkaság számba menő, élő maradványa: löszgyep (Salvio-Festucetum rupicolae).
Megmenekülését annak köszönheti, hogy viszonylag meredek oldala miatt sohasem szántották fel. Dr. Kiss István botanikus fedezte fel 1930-ban. Jelenleg körbe van kerítve, és csak kutatók látogathatják. A Nemzeti Park munkatársai azon fáradoznak, hogy a körülötte levő újabb egy hektáron is elterjesszék ritka növénytársulását.
A löszgyep jellemző fajai: bókoló zsálya (Salvia nutans), macskahere (Phlomis tuberosa), sarlós gamandor (Teucrium chamaedrys), csuklyás ibolya (Viola ambigua), csattogó eper (Fragaria viridis), Asperula cynanchica), közönséges borkóró (Thalictrum minus), jakabnapi aggófű (Senecio jakobaea), erdélyi hérics (Adonis transsylvanica), tavaszi hérics (Adonis vernalis).

### Harangos
A falut Orosházával összekötő út mellett fekvő terület neve. Valójában egy elszikesedett érmeder (Harangos-ér), melynek egy része időszakos szikes tó.
Érdekes hidrogeológiai jelenség, hogy időnként talaj-felpúposodások keletkeznek, melyeket kiszúrva iszapos vizű források fakadnak. Emberöltőnként pedig árvízszerű elöntések keletkeznek (pl. 1919, 1942, 1956, 1968).
Az Orosháza környéki szikes vizekben Kiss István biológus az 1930-as években több új algafajt is felfedezett. Ezekből kettő viseli a falu nevét: Trachelomonas eurystoma var. pusztafoldvariensis és Trachelomonas harangosiensis var. bella, obtusa.
A területhez kapcsolódik a Harangos kút mondája. E szerint a török elől a falu népe kincseit a falu alul beforrasztott harangjába rejtette, egy kútba leengedte, és betemette. A török utáni időkben keresték a kút nyomát, de nem találták meg.
Harangos kút címmel írt verset Tamkó Sirató Károly, valamint Darvas József egy itt játszódó történelmi regényt (1942-ben).

### Gáztározó
A község határban elterülő, már nagyrészt kimerült Pusztaföldvár-Dús földgázmező átalakításával földalatti gáztározót épít a MOL és a Gazprom. Az 1,3 milliárd köbméteres, napi 15 millió köbméteres kitárolási kapacitású tározó az ország éves gázszükségletének felét lesz képes tárolni, jelentős mértékben növelve ezzel az ország energiabiztonságát.
A tározó egyben nélkülözhetetlen eleme a 2015-re elkészülő Déli Áramlat gázvezetéknek. Az építkezés 2010-ben kezdődik és 2012-2013-ra fejeződik be. A falu új munkahelyeket és magasabb adóbevételt remél a nagyberuházástól.

## Híres emberek
- Itt született 1884. november 4-én Szimonidesz Lajos (1884–1965) evangélikus lelkész, művelődéstörténész, tábori püspök.
- Itt született 1930. március 22-én Kiss Nagy András (1930–1997) Kossuth-díjas szobrászművész, aki a község II. világháborús emlékművét is készítette.
- Itt született 1937. február 5-én Dr. Becsei József (1937–2022) a földrajztudomány doktora, egyetemi tanár
- Itt töltötte gyermekkorát Tamkó Sirató Károly (1905–1980) költő.
- Itt töltötte gyermekkorát Herczeg Tamás (1960–) országgyűlési képviselő.